# Trachypus novae-caledoniae
Trachypus novae-caledoniae là một loài rêu trong họ Trachypodaceae. Loài này được Müll. Hal. ex Thér. mô tả khoa học đầu tiên năm 1910.
Danh pháp khoa học của loài này chưa được làm sáng tỏ. 